# Египетско-российский университет
Египетско-российский университет (сокращённо ЕРУ, араб. الجامعة المصرية الروسية‎) — первый российский университет на Ближнем Востоке, основанный в 2006 году и располагающийся в городе Бадр, в 45 км от Каира. Университет является частным учебным заведением.

## История
Университет создан по инициативе группы египетских инвесторов, в роли которых выступили не предприниматели, а учёные. Договорённость о его создании была достигнута во время визита в Каир президента России Владимира Путина в апреле 2005 года. Во исполнение достигнутых договорённостей 23—25 мая 2005 года Египет посетил министр образования и науки России Андрей Фурсенко.
Указ об учреждении ЕРУ был подписан президентом Египта Хосни Мубараком 15 июля 2006 года, в том же году был проведён первый набор студентов. Реализация проекта проходила при участии и помощи Министерства образования России и Посольства РФ в Египте. Учебные программы университета являются результатом академического и научного сотрудничества с рядом университетов России. Учебный план ЕРУ аккредитован Высшим советом египетских университетов.
В 2011 году состоялся первый выпуск бакалавров университета.
Студенты и аспиранты университета регулярно принимают участие в праздновании Единого Дня русского языка.

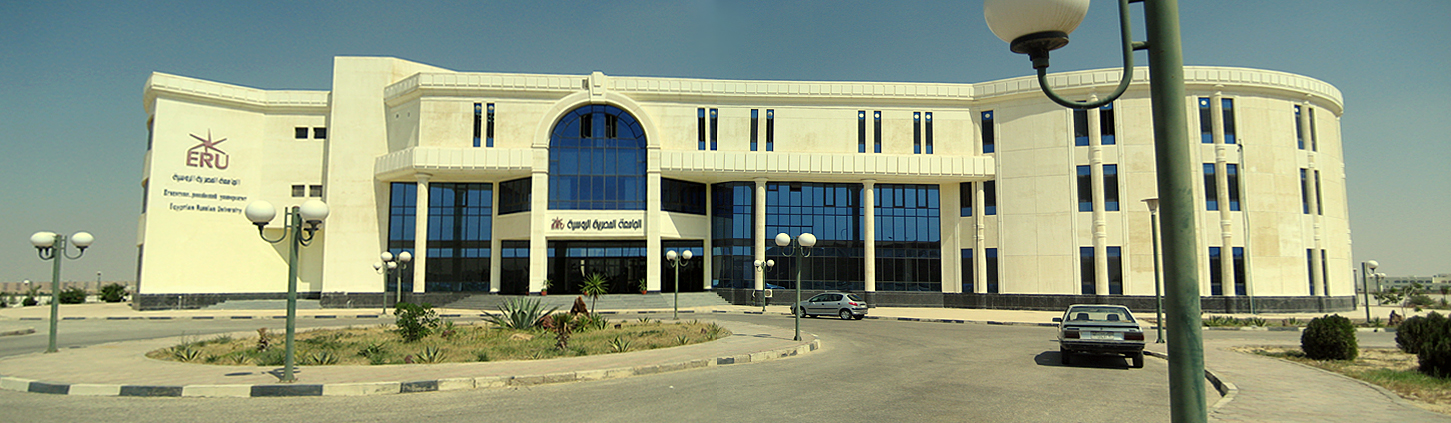
Египетско-российский университет

## Структура
Факультеты:
- инженерный;
- фармакологический;
- стоматологический (готовится к открытию)[10].

Учебный процесс проходит на английском языке. При этом студенты всех факультетов в обязательном порядке изучают русский язык, а также проходят ежегодную практику в учебных заведениях России. Среди преподавателей университета есть несколько специалистов из России.
Ежегодно, начиная с 2009 года, на базе университета проводится международная конференция по нанотехнологиям с участием специалистов из Роснано.

## Партнёрские ВУЗы
Россия
- Московский энергетический институт
- Ижевский государственный технический университет имени М. Т. Калашникова
- Российский университет дружбы народов
- Томский политехнический университет
- Российский государственный гуманитарный университет
- Магнитогорский государственный технический университет